# Abbots Langley
Abbots Langley est un gros village et une paroisse civile du Hertfordshire, en Angleterre. Il est situé dans le sud-ouest du comté, à une dizaine de kilomètres au sud-ouest de la ville de St Albans et à une trentaine de kilomètres au nord-ouest du centre-ville de Londres. Administrativement, il relève du district de Three Rivers.
Abbots Langley est notamment le lieu de naissance d'Adrien IV (vers 1100-1159), le seul pape originaire d'Angleterre.

## Toponymie
Le nom Langley, assez fréquent en Angleterre, provient des éléments vieil-anglais lang « long » et lēah « clairière ». Celui du Hertfordshire est attesté vers 1060 sous la forme Langalege, puis Langelai dans le Domesday Book, compilé en 1086. L'élément Abbots, attesté en 1263 sous la forme Abbotes, permet d'indiquer l'appartenance de ce domaine à l'abbaye de St Albans, par opposition à celui de Kings Langley, propriété du roi.

## Géographie

### Localisation
Abbots Langley est un village de l'Angleterre de l'Est, près du Grand Londres. Il se trouve dans le sud-ouest du comté du Hertfordshire, dans une zone densément urbanisée, avec les villes de Watford au sud, Hemel Hempstead au nord et St Albans au nord-est.
À l'ouest, la rivière Gade (en) et le Grand Union Canal forment une partie de la délimitation entre les paroisses civiles d'Abbots Langley et de Kings Langley.

### Transports
L'autoroute M25, ceinture périphérique du Grand Londres, passe au nord d'Abbots Langley, et la route A41 (en) traverse le sud-ouest du village. La West Coast Main Line traverse également Abbots Langley, mais la gare la plus proche est celle de Kings Langley (en) (ouverte en 1839, elle a porté le nom des deux villages de 1909 à 1974).

## Histoire
La première mention écrite de Langley figure dans une charte du règne d'Édouard le Confesseur. Rédigée entre 1042 et 1049, elle enregistre plusieurs donations d'un certain Æthelwine, surnommé « le Noir », à l'abbaye de St Albans. L'un des domaines qu'il offre par ce document est un terrain de 5,5 hides à Langalege. Le domaine de Langley appartient toujours aux moines de St Albans après la conquête normande de l'Angleterre si l'on en croit le Domesday Book, compilé à la fin du règne de Guillaume le Conquérant.

## Démographie
Au recensement de 2011, la paroisse civile d'Abbots Langley, qui comprend également le village voisin de Bedmond (en), comptait 19 574 habitants.
| Année      | 1801  | 1811  | 1821  | 1831  | 1841  | 1851  | 1881  | 1891  | 1901  | 1911  | 1921  | 1931  | 1951  | 1961   | 2011   |
| Population | 1 205 | 1 331 | 1 733 | 1 980 | 2 115 | 2 384 | 2 989 | 3 230 | 3 342 | 3 909 | 4 245 | 5 553 | 8 530 | 18 157 | 19 574 |

## Culture locale et patrimoine

### Lieux et monuments
L'église paroissiale d'Abbots Langley, dédiée à saint Laurent le Martyr, remonte au XIIe siècle, avec des développements substantiels du XIIIe siècle au XVe siècle et plusieurs restaurations aux XIXe et XXe siècles. C'est un monument classé de Grade I depuis 1953.
Au sud-ouest du village, le manoir de Langleybury (en), monument classé de Grade II* depuis 1953, remonte dans son état actuel au début du XVIIIe siècle, lorsque son propriétaire, le député et homme de loi Robert Raymond, le fait entièrement reconstruire. Une église dédiée à saint Paul, elle-même monument classé de Grade II* depuis 1985, est construite sur le domaine entre 1863 et 1865 sous la direction de l'architecte Henry Woodyer (en). Langleybury est racheté par le conseil de comté du Hertfordshire (en) en 1947, qui convertit le domaine en école secondaire. L'école de Langleybury School est en activité de 1949 à 1996. Depuis sa fermeture, elle a servi de décor à plusieurs films et séries télévisées.
Un autre manoir, Hunton Park (en), se trouve au sud du village. Il est fondé au début du XIXe siècle sous le nom de Hazlewood House et passe ensuite au général Henry Robinson-Montagu. Détruit par un incendie en 1908, il est intégralement reconstruit. Il sert de décor à plusieurs films dans les années 1970, notamment The Raging Moon (1971), et devient un hôtel. C'est un monument classé de Grade II* depuis 1985.

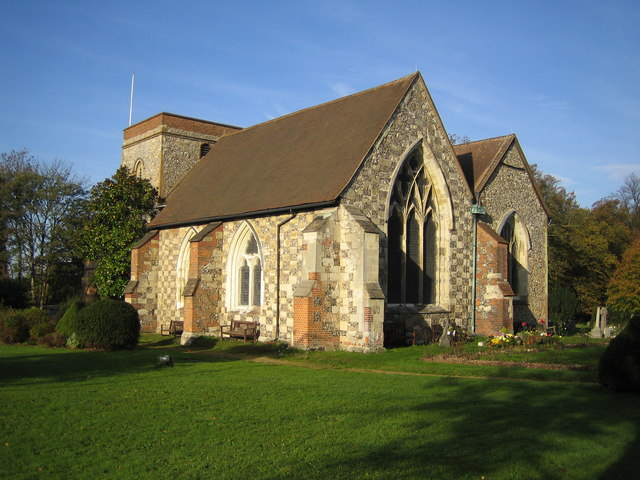
L'église Saint-Laurent-le-Martyr.
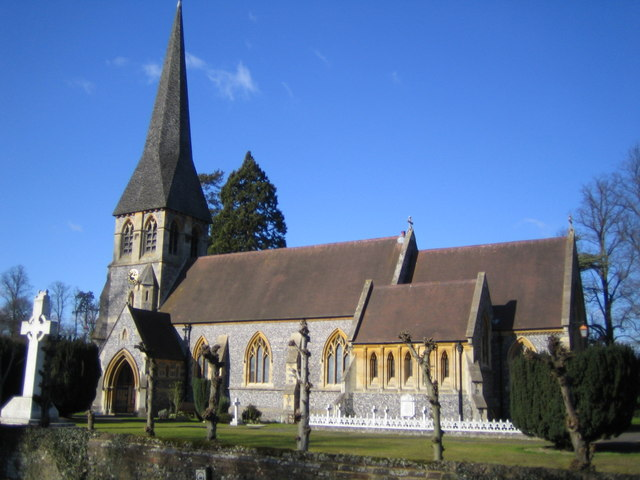
L'église Saint-Paul.

### Personnalités liées

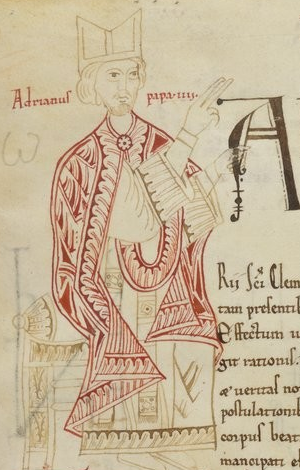
Adrien IV (enluminure de la deuxième moitié du XIIe siècle).

- Le pape Adrien IV (Nicholas Breakspear) est né à Abbots Langley vers 1100.
- Le peintre Thomas Armstrong (1832-1911) est mort à Abbots Langley.
- Le footballeur Joe Lane (1892-1959) est mort à Abbots Langley.
- L'historienne Joan Evans (1893-1977) est née à Abbots Langley.
- Le guitariste Ollie Halsall (en) (1949-1992) vit à Abbots Langley à la fin des années 1970. Il enregistre un album intitulé Abbots Langley avec le batteur John Halsey (en) en 1980, finalement publié en 2008[10].
- La femme politique Liz Kendall est née à Abbots Langley en 1971.
- Le footballeur Sean Murray est né à Abbots Langley en 1993.